# Tignale
Tignale (Tignàl in dialetto locale) è un comune italiano sparso di 1 155 abitanti della provincia di Brescia, sul lago di Garda, in Lombardia.

## Geografia fisica

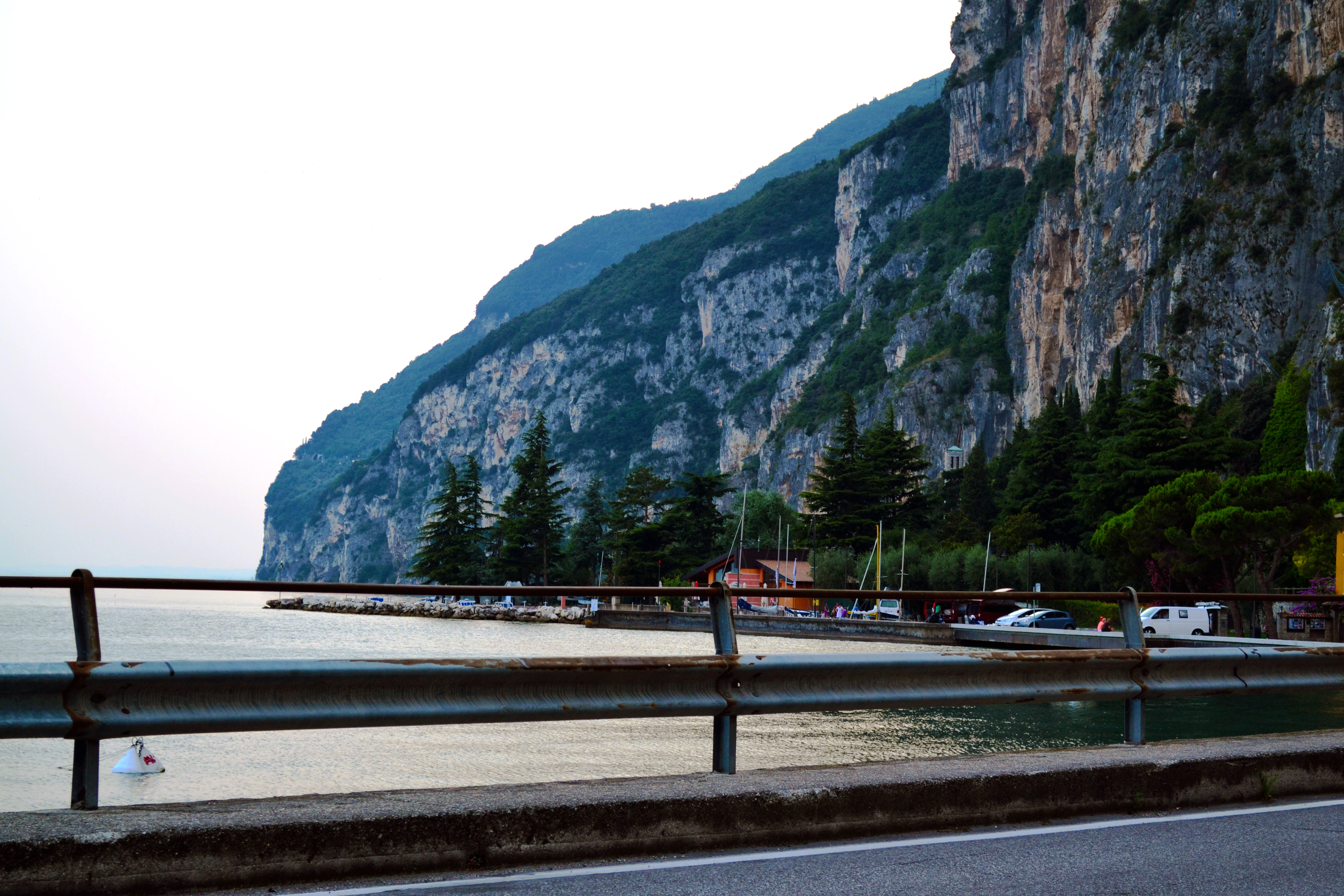
Porto di Tignale visto dalla Strada statale 45 bis

Come in tutto l'Alto Garda Bresciano, l'entroterra tignalese è caratterizzato da diversità e ricchezza paesaggistica: si passa dalle mediterranee località di Porto di Tignale ed Oldesio fino al vastissimo entroterra, prevalentemente montuoso, con altezze fino ai 1 600 metri e panorami alpini e subalpini.
È situato su un altipiano che domina dall'alto il Benaco e si stende sulle balze del dosso Piemp (1208 m s.l.m.) e del dosso della Forca (997 m s.l.m.), mentre fa da sfondo la più alta Cima di Mughera (1344 m s.l.m.). Copre la vista del lago il lungo sperone del monte Cas, sul quale sorge il santuario di Montecastello.
La superficie del comune di 48,42 km² è ricca di avvallamenti, forre, rocce e alture, con attorno le valli di Nota, Vione e Luné. Tignale ha un porto in minuscolo recesso lungo la riva dell'Orto degli Ulivi e tra la valle di Vione e la valle di Baès.
Tignale è percorsa da una fitta rete di sentieri pedonali e ciclabili riportati sulla cartografia del parco, sono presenti numerosi resti della prima guerra mondiale (trincee, sentieri, gallerie).

## Storia
Il periodo longobardo durò dal VI secolo fino a circa il 1200 quando, per un breve periodo, la dominazione della zona passò: prima ai Visconti poi al vescovo di Trento.
Dagli statuti comunali del periodo si nota che Tignale ha sempre avuto una certa autonomia rispetto ai comuni limitrofi soprattutto a causa della posizione isolata e della mancanza di vie di comunicazione.
Questa indipendenza si nota soprattutto durante la dominazione veneta tra il 1334 e il 1797 periodo in cui i tignalesi erano parte della Riviera di Salò una divisione amministrativa della Repubblica di Venezia, essa assunse il titolo di Magnifica Patria.
In questo periodo, più precisamente a cavallo tra il ‘500 e il ‘600, compì le sue peripezie il bandito Zan Zanù; figura quasi leggendaria che sconvolse la tranquilla vita degli alto-gardesani.
Nato a Gargnano, Giovanni Beatrice e la sua banda commisero in tutto l'Alto Garda furti e omicidi ai danni dei mercanti e dei borghesi della zona.
Sfuggì diverse volte alle autorità venete e ai sicari assoldati dai mercanti ma, durante un tentativo di rapina a Tignale, venne scoperto e inseguito da un gruppo di tignalesi per i monti del comune dove fu ucciso dopo una sanguinosa battaglia. Questo fatto viene celebrato da un ex voto conservato ancora oggi nel santuario della Madonna di Montecastello, esso ripercorre tutti i fatti avvenuti durante la battaglia.
Nel 1797 col trattato di Campoformio terminò la dominazione veneta per passare a quella francese fino all'Unità d'Italia.
Tra '700 e '900 si sviluppò, come nel resto della riviera, la coltivazione dei limoni e degli agrumi in generale, chiaro esempio di questo periodo d'oro è la Limonaia del Prà de la Fam, costruita nella seconda metà del '700 dalla famiglia Parisini, è una delle limonaie più grandi del Garda, tuttora attiva e visitabile, costituiva al tempo un enorme guadagno per i contadini che esportavano i limoni nei paesi del Nord (Germania, Polonia, Scandinavia). Questa situazione era coadiuvata dal fatto che Tignale e i comuni affacciati sul Garda in generale, godono del microclima Mediterraneo del lago che consente la coltivazione degli agrumi e degli olivi. Altro punto a favore era l'Italia non ancora unita, ciò permetteva di competere con gli agrumi del meridione che dovevano pagare molti dazi per il trasporto. Con l'Unità d'Italia questi dazi vennero soppressi e, insieme ad un'epidemia di gommosi che colpì le limonaie, fece scomparire mano a mano questa tradizione.
Durante la prima guerra mondiale fu, come la maggior parte della sua storia, terra di confine con gli austro-ungarici anche se, nonostante il gran numero di trincee e casematte presenti nei territori di Montecastello e Cima Piemp, non fu mai teatro di scontri o battaglie degni di nota.
Fino alla prima metà del XX secolo l'economia e la sussistenza dei tignalesi era basata sull'agricoltura e sull'allevamento data la mancanza di una strada che collegava il paese con la riviera.
Questa situazione cominciò a cambiare con la costruzione negli anni trenta della Gardesana Occidentale soprannominata "Il Meandro" da Gabriele D'Annunzio, ciò permise, insieme anche alla strada che collega il centro abitato con la Gardesana (chiamata Il Tronco dagli abitanti), allo sviluppo su base turistica di Tignale.
A partire dagli anni '60-'70 il comune vide crescere la sua industria turistica, che è tutt'oggi la maggiore fonte di lavoro degli abitanti.

### Simboli
Lo stemma è stato riconosciuto con decreto del capo del governo del 1º febbraio 1938.
nel 2º e nel 3º di argento, sul tutto un cervo saliente
al naturale, posto in banda. Ornamenti esteriori da Comune.»
Il gonfalone è un drappo di azzurro.

## Monumenti e luoghi d'interesse

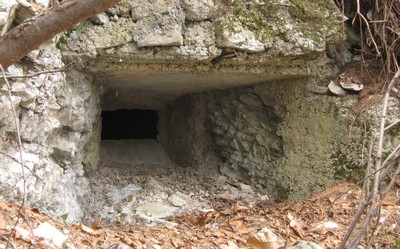
Casamatta a difesa della Batteria di Monte Castello

Nel suo territorio comunale si trova il santuario di Montecastello che contiene, tra l'altro, un dipinto ex voto per la morte del bandito Giovanni Beatrici detto "Zanzanù", che terrorizzò questi luoghi nel XVII secolo ed i resti di una batteria di artiglieria della prima guerra mondiale.
Dal 4 luglio 2014 l'annesso eremo è intitolato al Cardinale Carlo Maria Martini.

## Economia
L'economia tignalese si è sempre retta su quello che Gabriella Motta ha definito un "microsistema atipico, punto di incontro tra paesaggio alpino e lacuale, tra pascoli, boschi di faggio, castagni, carpini, roveri nella parte più settentrionale, vite, ulivi e macchia mediterranea nelle conche e altipiani meridionali rivolti verso il Garda". Microsistema sviluppatosi tra antichi oliveti che, salendo dal lago, toccano ancora le frazioni di Piòvere e Oldesio e che lasciano poi spazio ad un'agricoltura richiedente un duro lavoro dovuto alla terra avara. Permangono attualmente due aziende per allevamento di bovini allo stato brado. Esiste tuttora una malga in località Àngoi. Particolarmente vasti ancora nei primi decenni del '900 erano i boschi di castagno, quelli cedui e la coltivazione di alberi da frutto. I boschi davano fino agli anni Cinquanta buona quantità in carbone di legna. L'esistenza di piante di alto fusto fu ben rispettata tanto da indurre la Regione Lombardia ad allestirvi un vivaio, gestito dall'ARF (Azienda Regionale delle Foreste) fino al 2000. Diffusa ab immemorabili la vite, ora quasi scomparsa. Molto apprezzata la fabbricazione di grappa, specie quella prodotta dalla famiglia Bettanini, che D'Annunzio definì "rugiada delle Alpi", abbandonata negli anni '60, ma ripresa nel 1984, con una produzione media annua (2002) di 1 200 bottiglie. Esistono boschi di latifoglie e pinete, frutto di rimboschimenti effettuati negli anni '30. Si trovano nelle località Bàit, Baragnöl, Boldìs, Calàvria, Campèi, Capelanìa, Cargaùra, Casaröle, Castignöle, Erte, Lunè, Mapa, Müghère, Natù, Nota, Orgiont, Pidoss, Pièmp, Piere, Pimperlè, Póse, Pramatè, Sabiù, Selva, Siclù, Stüblel, Tersanèc, Travàl, Troclèt, Visìne, ecc.
Nei secoli scorsi l'economia di Tignale era fondata principalmente sulla coltivazione degli olivi. Nel 1877 tale coltivazione copriva molti ettari di terra, con una media di 178 piante di olivo per ettaro, collocate per lo più al riparo del crinale roccioso di Piòvere nelle località Brüsca, Tase, Gas, Mela; ancora al Dos Deter, Grom, Piàsa, Sapèl, Scóle, Serèsa, Singrel, Sullevì, Traina. Dopo inevitabili crisi, attualmente si stima che le piante coltivate, affidate ad un centinaio di coltivatori, siano circa 14 000 su una cinquantina di ettari. Da pochi anni è stato avviato l'Oleificio di Gardola che ha la prerogativa di macinare olive da agricoltura biologica. Nel 2002 sono state molite olive per 151000 kg, per una produzione di olio pari a 27967 l. Nel maggio del 2000 si teneva a Tignale la prima sagra dell'olio extravergine. Diffuse, lungo il lago e sulle coste che salgono fino a Piòvere e Oldesio, le limonaie, fra cui nota è quella del "Prato della Fame" (riattivata nel 1985 e gestita dalla Comunità Montana Parco Alto Garda, secondo i canoni dell'agrumicoltura gardesana). Particolarmente apprezzati e abbondanti erano i fagioli. Ottime le pere. Più recente è la coltivazione del tartufo nero. Già riscontrata fin dall'antichità (ne scrive diffusamente il Grattarolo nella sua "Historia") è stata ripresa recentemente. Nel 1997 si tenne a Tignale la "Giornata del tartufo nero pregiato" ed una mostra, iniziative ripetute in seguito ogni anno nel mese di ottobre. Praticata da sempre la caccia. Famose le passate di uccelli a Travàl. Altri roccoli si trovano nelle località Calavria, Fobia, Gaès, Màpa, ecc. In passato era sviluppata la pesca nel lago, in particolare di alborelle, cavedani, trote, carpioni. Ancora presente l'apicoltura.

### Turismo
Tignale, grazie alla sua posizione a picco sul lago di Garda, è meta turistica.
Nel periodo estivo le piccole frazioni che costituiscono il comune sono molto frequentate da turisti tedeschi, olandesi, danesi , bielorussi ed italiani che alloggiano negli alberghi locali o nelle seconde case.
Oltre ai sentieri del Parco Alto Garda, del cui territorio Tignale fa parte, è ricca la rete di sentieri militari (ormai dimenticati dalla cartografia) che collegano svariati complessi difensivi costituiti da trincee, ricoveri ed appostamenti in galleria, casematte, spesso collocati nei punti più panoramici del territorio.
Un esempio è la batteria di artiglieria, con trincee e bunker di protezione, dislocata su tutto il monte Castello, in prossimità del santuario e sulle pendici settentrionali. Le linee difensive, di cui sono ancora ben visibili i resti, proseguono lungo il Dosso Piemp (presso il rifugio degli alpini) ininterrottamente fino al passo della Puria ed ai confini del comune; sono raggiungibili seguendo le strade (ex militari) presenti in quota: è possibile avvicinarsi anche con mezzi a motore lungo alcune direttrici sterrate ma transitabili, e poi effettuare escursioni ai forti usando i vecchi sentieri di arroccamento su percorsi ideali per trekking o mountain bike.
Nel 2024 Tignale ha ricevuto, per la qualità dell'offerta turistica, culturale e ambientale, la Bandiera Arancione del Touring Club Italiano.

## Cucina
Uno dei prodotti tipici  di Tignale è lo spongadì, un dolce molto simile alle spongade della Valcamonica. Altro piatto tipico sono i capù, che sono come capponi ma vegetariani.  In generale, dell'area bresciana c'è lo spiedo, costituito da carne, patate, salvia ed in passato anche da uccellini .È spesso accompagnato con polenta integrale mista a grano saraceno, talvolta condita con formaggio e burro ( polenta cüsa  ).

## Geografia antropica
Particolarità del comune di Tignale (tipica, tra l'altro, di molti altri comuni dell'area alto-gardesana) è il fatto di essere costituito da 6 frazioni, nessuna delle quali porta il nome di Tignale: Gardola (sede del municipio), Piovere, Prabione, Aer, Olzano e Oldesio.

### Piòvere

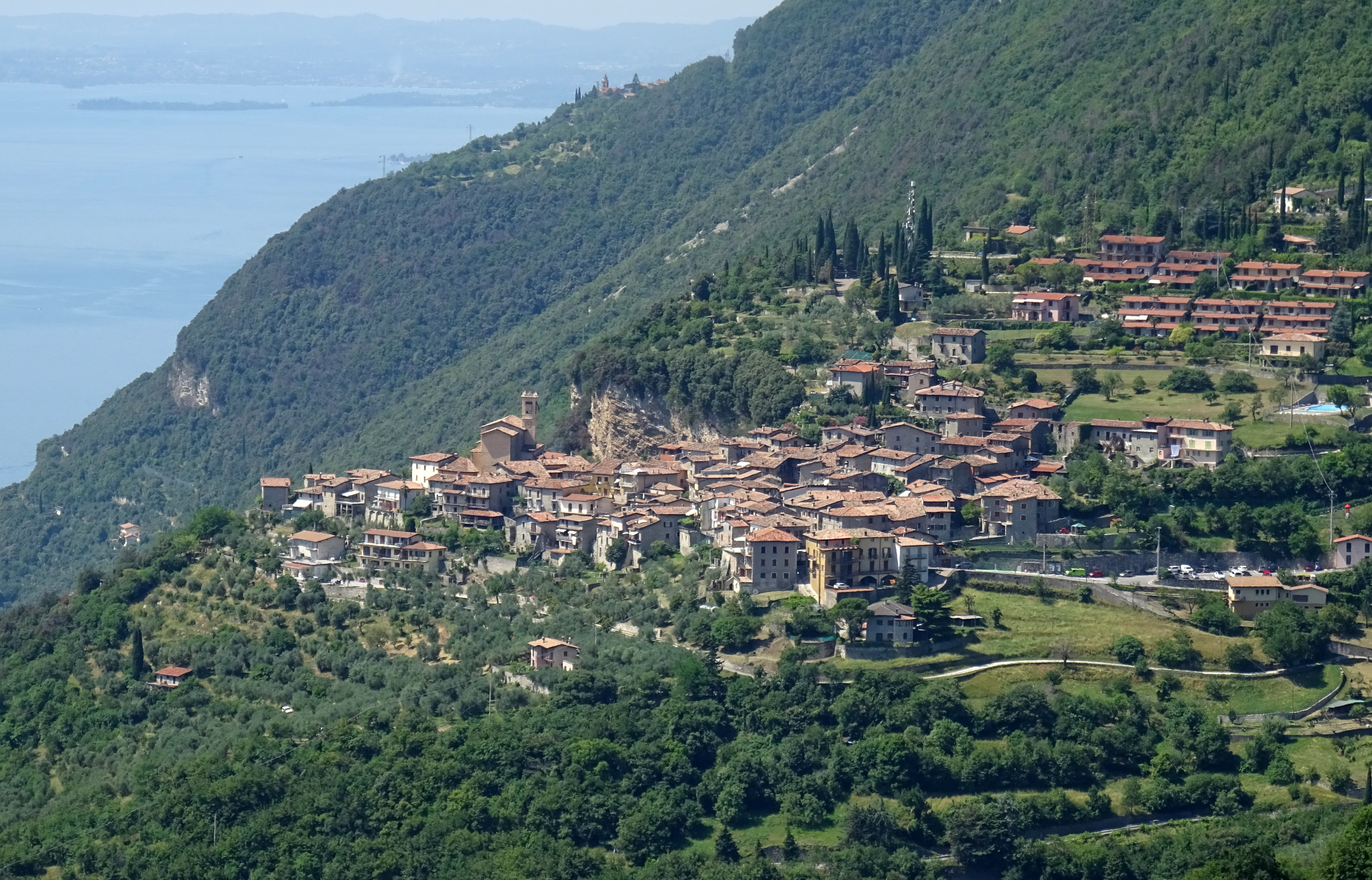
Veduta di Piòvere

Osservando Piovere dal lago sembra adagiata su una ripida rupe, con all’apice la chiesetta di San Marco, anche se, una volta visitato il paesino, si scopre che esso si sviluppa tra gli olivi godendo di punti panoramici come la sopracitata Chiesa di San Marco, sede parrocchiale. È la prima frazione che si incontra salendo dal lago e si trova a 4,59 km da Gardola.

### Oldésio
È immerso nel verde degli ulivi, composto da stretti vicoli e tipici dei centri altogardesani.

### Gàrdola

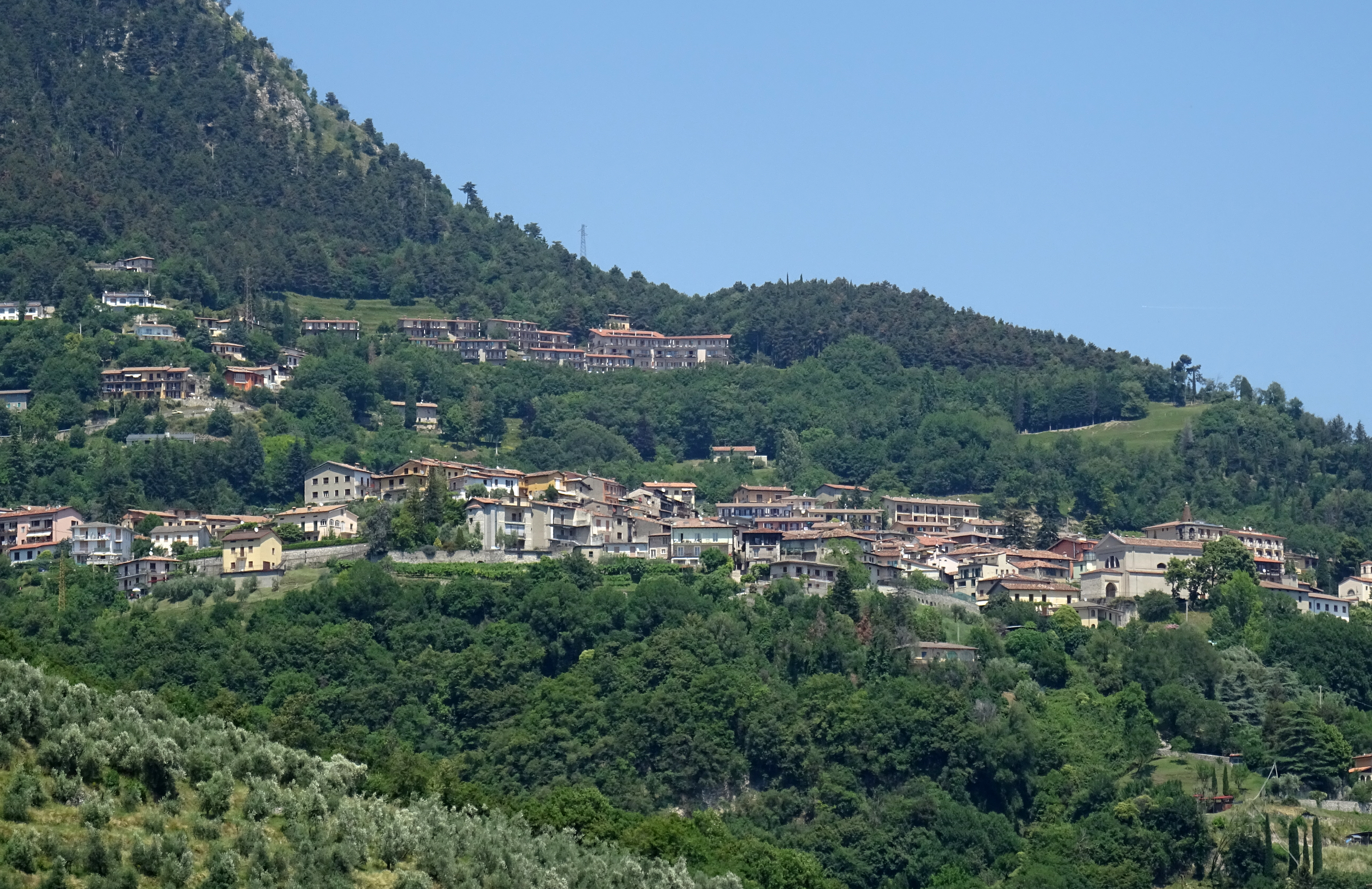
Veduta di Gardola

Da Oldesio ci sono due modi per raggiungere Gardola, sede comunale (560 m s.l.m.): continuando per la strada asfaltata, con cui si giunge anche al tornante del “Fil” punto con vista sul Garda, oppure attraversando Oldesio percorrendo la “Via Vécia” antica via di comunicazione tra le due frazioni.
Appena giunti a Gardola, risalendo dalla strada asfaltata, la prima cosa che s'incontra è la chiesa longobarda di San Pietro, diventata museo dopo i recenti scavi archeologici.
Se si sale invece dalla via Vécia s’incontra invece la parrocchia di Santa Maria Assunta, risalente al 1200 circa.
Si raggiunge poi il centro storico con la sede comunale e tutti i vari servizi e negozi.
Da notare le chiari origini medievali della frazione, riscontrabili nella contrada di Castello chiamata così perché uno volta vi si trovava una fortificazione da cui si è sviluppato il paese.

### Olzàno
Appena sopra Gardola si trova Olzano (610 m s.l.m., a 0,55 km da Gardola), con la sua piccola piazzetta e la chiesa di San Lorenzo; da qua partono i vari sentieri per visitare il selvaggio entroterra. La tradizione vuole che questo sia il centro più antico.

### Àer
Aer si raggiunge attraversando Gardola, percorrendo la strada così detta Panoramica, adagiato su una collinetta (detta Dos de Aer) in mezzo ai prati, utilizzati per la produzione di fieno per le bestie.

### Prabióne
Prabione (535 m s.l.m.) dista 2,78 km dal centro Gardola, ci si arriva prendendo la strada per Tremosine passando sotto il santuario di Montecastello.
Di natura contadina, qui si trova l'antico alambicco Bettanini che produce la grappa denominata da D'Annunzio la Rugiada delle Alpi.

### Clima
Tignale gode di un clima subcontinentale umido, caratterizzato da una piovosità uniformemente distribuita in tutte le stagioni con estati calde.
Le precipitazioni si concentrano nei periodi compresi tra maggio ed agosto, con un leggero calo nel mese di settembre, e un riacutizzarsi nel periodo compreso tra ottobre e novembre inoltrato.
L'inverno, compreso generalmente tra novembre e fine marzo, è caratterizzato da una percentuale di piovosità molto bassa.
| TIGNALE                      | Mesi | Mesi | Mesi | Mesi | Mesi | Mesi | Mesi | Mesi | Mesi | Mesi | Mesi | Mesi | Stagioni | Stagioni | Stagioni | Stagioni | Anno  |
| TIGNALE                      | Gen  | Feb  | Mar  | Apr  | Mag  | Giu  | Lug  | Ago  | Set  | Ott  | Nov  | Dic  | Inv      | Pri      | Est      | Aut      | Anno  |
| ---------------------------- | ---- | ---- | ---- | ---- | ---- | ---- | ---- | ---- | ---- | ---- | ---- | ---- | -------- | -------- | -------- | -------- | ----- |
| T. max. media (°C)           | 8    | 10   | 14   | 18   | 21   | 27   | 29   | 28   | 24   | 18   | 13   | 9    | 9        | 17,7     | 28       | 18,3     | 18,3  |
| T. min. media (°C)           | 2    | 4    | 6    | 9    | 12   | 17   | 19   | 19   | 15   | 11   | 7    | 3    | 3        | 9        | 18,3     | 11       | 10,3  |
| Precipitazioni (mm)          | 72   | 103  | 61   | 76   | 121  | 99   | 115  | 120  | 75   | 123  | 123  | 74   | 249      | 258      | 334      | 321      | 1 162 |
| Giorni di pioggia            | 6    | 8    | 14   | 21   | 25   | 27   | 26   | 23   | 20   | 14   | 14   | 7    | 21       | 60       | 76       | 48       | 205   |
| Giorni di neve               | 11   | 13   | 7    | 2    | 0    | 0    | 0    | 0    | 0    | 0    | 3    | 7    | 31       | 9        | 0        | 3        | 43    |
| Ore di soleggiamento mensili | 186  | 140  | 248  | 300  | 341  | 330  | 372  | 372  | 300  | 186  | 150  | 186  | 512      | 889      | 1 074    | 636      | 3 111 |

## Dialetto
Nonostante faccia parte della Provincia di Brescia, a Tignale si parla una variante del dialetto trentino, con influssi veneti e bresciani. Anche l'architettura del posto -ed in particolare lo stile dei campanili- richiama fortemente quello di molti borghi del trentino meridionale. Come in tutte le località di montagna, lessico e pronuncia variano tuttavia da frazione a frazione: il dialetto parlato a Tignale non risulta comunque mutualmente intelligibile con il dialetto bresciano.

## Società

### Evoluzione demografica
Abitanti censiti

## Cultura
Tignale ospita un museo : il parco alto garda bresciano. 

## Amministrazione

### Amministrazione comunale
| Periodo        | Periodo        | Primo cittadino            | Partito                         | Carica  | Note |
| -------------- | -------------- | -------------------------- | ------------------------------- | ------- | ---- |
| 27 aprile 1945 | 7 aprile 1946  | Domenico Fruner            |                                 | Sindaco |      |
| 7 aprile 1946  | 3 giugno 1951  | Domenico Mariani           |                                 | Sindaco |      |
| 3 giugno 1951  | 10 giugno 1956 | Eugenio De Mezzo           |                                 | Sindaco |      |
| 10 giugno 1956 | 9 luglio 1975  | Celestino Triboldi         |                                 | Sindaco |      |
| 9 luglio 1975  | 24 aprile 1995 | Battista Berardinelli      |                                 | Sindaco |      |
| 24 aprile 1995 | 14 giugno 1999 | Antonio Moro               | PPI                             | Sindaco |      |
| 14 giugno 1999 | 8 giugno 2009  | Manlio Eugenio Bonincontri | lista civica di centro-sinistra | Sindaco |      |
| 8 giugno 2009  | 27 maggio 2019 | Franco Negri               | lista civica di centro-sinistra | Sindaco |      |
| 27 maggio 2019 | in carica      | Daniele Bonassi            | lista civica di centro-sinistra | Sindaco |      |